# Harry Oltheten
Harry Oltheten (Deventer, 1946) is een Nederlands auteur en vertaler.

## Biografie
Na bijna een kwart eeuw in het onderwijs werkzaam te zijn geweest, werd Oltheten redacteur bij diverse literaire uitgeverijen. Als vertaler debuteerde hij in 1997 met de vergeten klassieker The Journal of a disappointed Man (‘Dagboek van een teleurgesteld man’) van de Britse selfmade natuurhistoricus W.N.P. Barbellion die op jeugdige leeftijd overleed aan een ernstige vorm van multiple sclerose. Van hem zou hij later ook A last Diary (‘Laatste dagboek’) en Enjoying Life (‘Levensgenieten’) vertalen. Andere egodocumenten die hij vertaalde zijn The diaries of a dying man (‘Dagboeken van een stervende’) van de Schotse dichter William Soutar en Journals 1939-1977 (‘Dagboek 1939-1977’) van de Engelse schilder Keith Vaughan. De drie dagboeken van Barbellion  werden eind 2017 in een band uitgegeven onder de titel ‘De Dagboeken (1903-1919)’. Voorts vertaalde Oltheten een groot aantal delen van de Bibliotheek van de Eerste Wereldoorlog.  
Zijn liefde voorde cricketsport kwam o.a. tot uiting in ‘Georganiseerd luieren en andere cricketverhalen’ (1997). ‘Het gebeurt overal in den lande’ (1998), ‘Rood leer op wilgenhout’ (samen met Jacob-Jan Esmeijer) (2014) en ‘De zakdoek van Dickie Bird en andere cricketverhalen’( 2017). In 2021 verscheen het eeuwboek van Cricket Touring Club De Flamingo’s dat hij schreef samen met Kees Bakker en in 2022 was hij co-auteur van 'Steven Lubbers, a Dutch cricket life' , de biografie van de Nederlandse cricketlegende Steven Lubbers. In maart 2025 volgde 'Cricket en de Nederlandse letteren' dat hij schreef samen met Toine van Benthem.
Ook voetbal heeft zijn belangstelling wat bleek uit de publicatie van ‘Go-Ahead, van volksclub tot voetbalbolwerk’ in 2002, een ode aan de club van zijn  jeugd. Verder wijdde hij in 2005 een biografie aan de Italiaans-Nederlandse ijsbereider Elio Talamini , ‘Elio Talamini, entrepeneur en visionair’.
Fictie
Sinds 2007 bepaalt Oltheten zich voornamelijk tot fictie. Zijn eerste publicatie op dit gebied was ‘De Krays en andere verhalen’. Deze bundel werd gevolgd door de romans ‘Wit licht’ (2008), ‘Dauw’ (2009) en ‘Mul ijs’ (2010).  Met ‘Schier en andere verhalen’ (2013) en ‘Houd je adem in… en andere verhalen’ (2015) keerde hij terug naar de korte baan. In april 2018 verscheen in New Delhi de cricketthriller ‘Murder at Lord’s’ die hij schreef samen met John H. Wories en in de herfst van 2020 publiceerde hij de kleine roman ‘Nachtvaart’, gebaseerd op het leven van zijn moeder die in juni van dat jaar op 102-jarige leeftijd overleed.